# Korkus
Korkus oder der Korkus ist eine Flurbezeichnung im südöstlichen Eschweiler im Dreieck der Stadtteile Nothberg, Scherpenseel und Volkenrath zwischen denen in die Inde fließenden Bächen Omerbach und Otterbach. Die dortige Straße Im Korkus ist eine Nebenstraße von Volkenrather Straße und Knippmühle. Der Korkus ist das Naturschutzgebiet ACK-029.

## Bergbaugeschichte
Die nahe bei Volkenrath gelegene Waldung „Im Korkes“ (Volksmund), wo schon in vorrömischer Zeit Eisenerz und später Kalkstein abgebaut wurden, war nach einer rein spekulativen Vorstellung dem altrömischen Gott „Cacus“ geweiht, wofür es aber keinerlei historische Anhaltspunkte gibt. Cacus war der Sohn des Volcanus – nach dieser Sage leitet sich von diesem feuerspeienden Riesen, der in einer Höhle hauste, der Ortsname 'Volkenrath' ab. Über die vorgeschichtliche Besiedlung „Im Korkes“ (Im Korkus) berichten die Archäologen des Landesmuseums Bonn in einigen Jahrbüchern. Hiernach fand man 1967/68 auf dem zum Omerbach abfallenden Ackergrundstück „op de Schrof“ (1591 „uff den Schroven“) genannt, etwa 5000 Steinabschläge und Kernstücke, zahlreiche Klingen, Schaber, Stichel und sonstige Kleinteile, welche die Werkzeugmacher der Steinzeit hier hinterlassen hatten. Mit Hilfe der sehr unterschiedlichen Patina des Steinmaterials konnten verschiedene Besiedlungsperioden ermittelt werden, eine in der älteren Steinzeit (vor 8000 Jahren), zwei in der mittleren Steinzeit (vor 5000 Jahren) und eine in der jüngeren Steinzeit (vor 4000 Jahren).
Die Felder rechts der Straße bis hinauf zum „Steinknipp“ halbwegs nach Knippmühle wurden 1969 abgesucht und ergaben eine Siedlungsstelle der jüngeren Eisenzeit (etwa 200 Jahre v. Chr.). Gefunden wurden zahlreiche Scherben, darunter auch solche, die mit Kammstrich verziert waren. Möglicherweise haben hier zur Keltenzeit die Behausungen der Bergleute gestanden, die im „Korkus“ das Erzgestein aus der Erde holten.

### Erzgrube Zur Guten Hoffnung
Vom Eschweiler Bergwerks-Verein wissen wir, dass er seine Erzgrube „Zur Guten Hoffnung“ dort schon am sog. „Düsteböschche“ wenige Jahre nach ihrer Inbetriebnahme 1880 bis 1884 enttäuscht wieder schließen musste, weil man auf ein längst ausgebeutetes Grubenfeld stieß, dessen über 2.000 Jahre alte Stollen zum Teil noch sehr gut erhalten waren. Diese Erzstollen lassen sich von der „Düvelskuhl“ aus bis Hamich und Wenau verfolgen.

## Namensherkunft
Der Name Korkus (Eschweiler Mundart: Korkes), vormals in falscher Schreibweise Im Kakus, leitet sich nach einer unbelegten älteren Theorie von dem römischen Gott Cacus ab, Sohn des Vulcanus. Dies wurde in Anlehnung an den benachbarten Ort Eschweiler-Volkenrath erklärt, dessen Name von Vulcanus stamme. Eine andere Theorie verbindet den Namen Korkes mit der indogermanischen Wurzel *korko (= Sumpf). Als Beleg kann angeführt werden, dass es ein Wort keltischen Ursprungs noch heute im gebräuchlichen Irisch-Gälischen für „Sumpf“ gibt, nämlich „Curchas“ [kookes]. Die Aussprache ist also identisch mit unserer Dialektdiktion „Koo(r)kes“ (Quelle: Kuhn 1978 und Hunold 2011; Hunold, Alfred. Das letzte Indogermanisch lebte noch lange – in der Umgebung von Korschenbroich. Über ein vermutetes Rückzugsgebiet der Eburonen am Niederrhein, Seite 51).